# Sulphurina
Sulphurina är ett släkte av svampar. Sulphurina ingår i familjen Stephanosporaceae, ordningen Russulales, klassen Agaricomycetes, divisionen basidiesvampar och riket svampar.
|            | Cristinia                              |
|            |                                        |
|            | Lindtneria                             |
|            |                                        |
| Sulphurina | \| \| Sulphurina sulphurea \| \| \| \| |
|            | \| \| Sulphurina sulphurea \| \| \| \| |
|            | Cyanobasidium                          |
|            |                                        |
|            | Mayamontana                            |
|            |                                        |
|            | Athelidium                             |
|            |                                        |
|            | Stephanospora                          |
|            |                                        |
|            | Mycolindtneria                         |
|            |                                        |
|            | Sulphurina sulphurea                   |
|            |                                        |

|  | Sulphurina sulphurea |
|  |                      |